# Фатехгарх
Фатехгарх (англ. Fatehgarh, хинди फतेहगढ़) — город на севере Индии, в штате Уттар-Прадеш, административный центр округа Фаррукхабад.

## География
Город находится на западе центральной части Уттар-Прадеша, на правом берегу реки Ганг, на высоте 137 метров над уровнем моря.
Фатехгарх расположен на расстоянии приблизительно 132 километров к западу-северо-западу (WNW) от Лакхнау, административного центра штата и на расстоянии 258 километров к юго-востоку от Нью-Дели, столицы страны.

## Демография
По данным официальной переписи 2001 года численность населения города составляла 14 682 человек, из которых мужчины составляли 60,1 %, женщины — соответственно 39,9 %. Уровень грамотности взрослого населения составлял 75,7 %. Уровень грамотности среди мужчин составлял 83 %, среди женщин — 64,8 %. 12 % населения составляли дети до 6 лет.